# Madison County (Nebraska)
Madison County ist ein County im Bundesstaat Nebraska der Vereinigten Staaten. Der Verwaltungssitz (County Seat) ist Madison.

## Geographie
Das County liegt im mittleren Nordosten von Nebraska, ist im Norden etwa 80 km von South Dakota, im Osten etwa 120 km von Iowa entfernt und hat eine Fläche von 1489 Quadratkilometern, wovon 6 Quadratkilometer Wasserfläche sind. Es grenzt im Uhrzeigersinn an folgende Countys: Pierce County, Stanton County, Platte County, Boone County und Antelope County.

## Geschichte
Madison County wurde 1856 gebildet. Benannt wurde es nach dem Präsidenten James Madison.
Zehn Bauwerke und Stätten des Countys sind im National Register of Historic Places eingetragen (Stand 11. Februar 2018).

## Demografische Daten

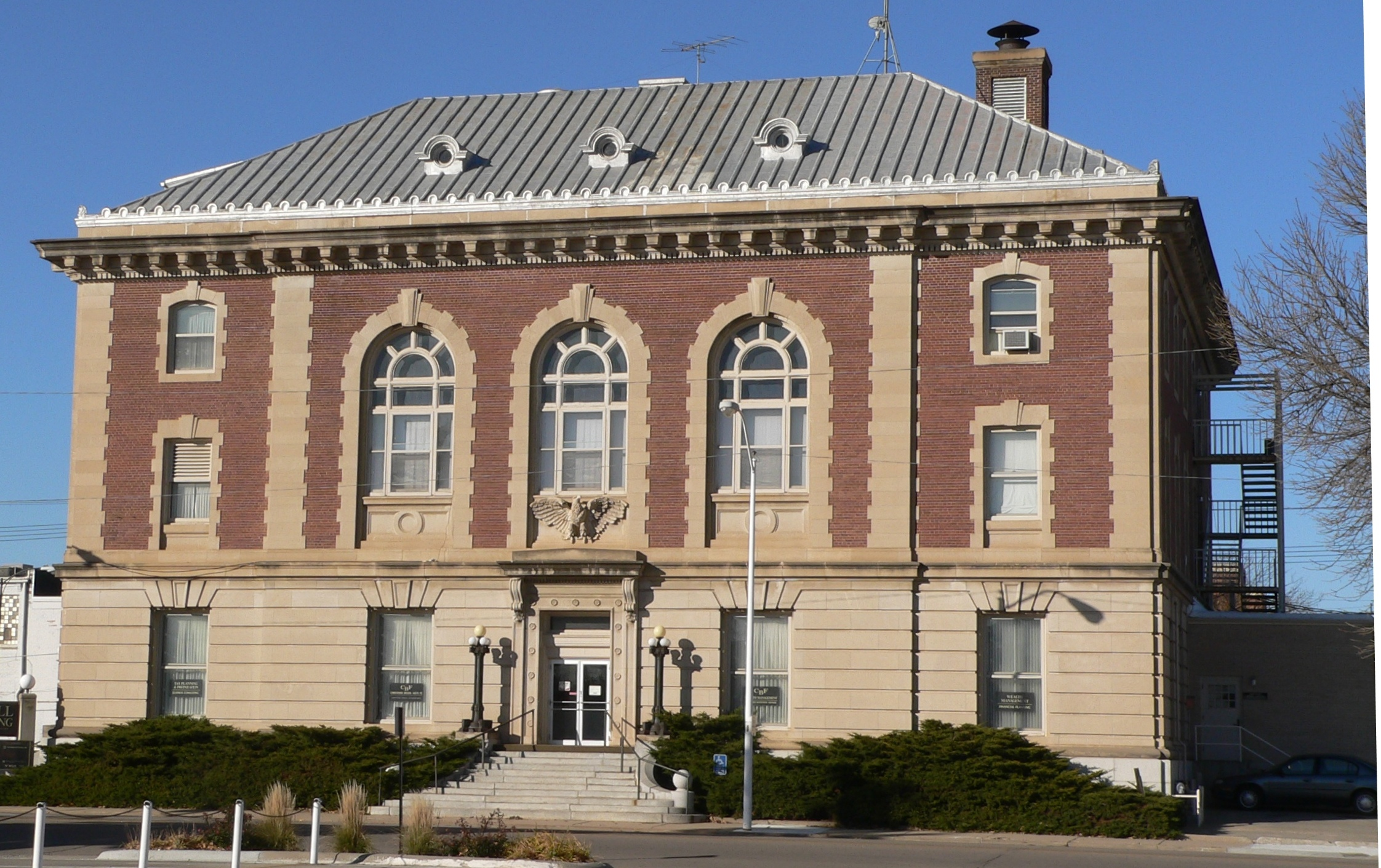
U.S. Post Office and Courthouse, gelistet im NRHP

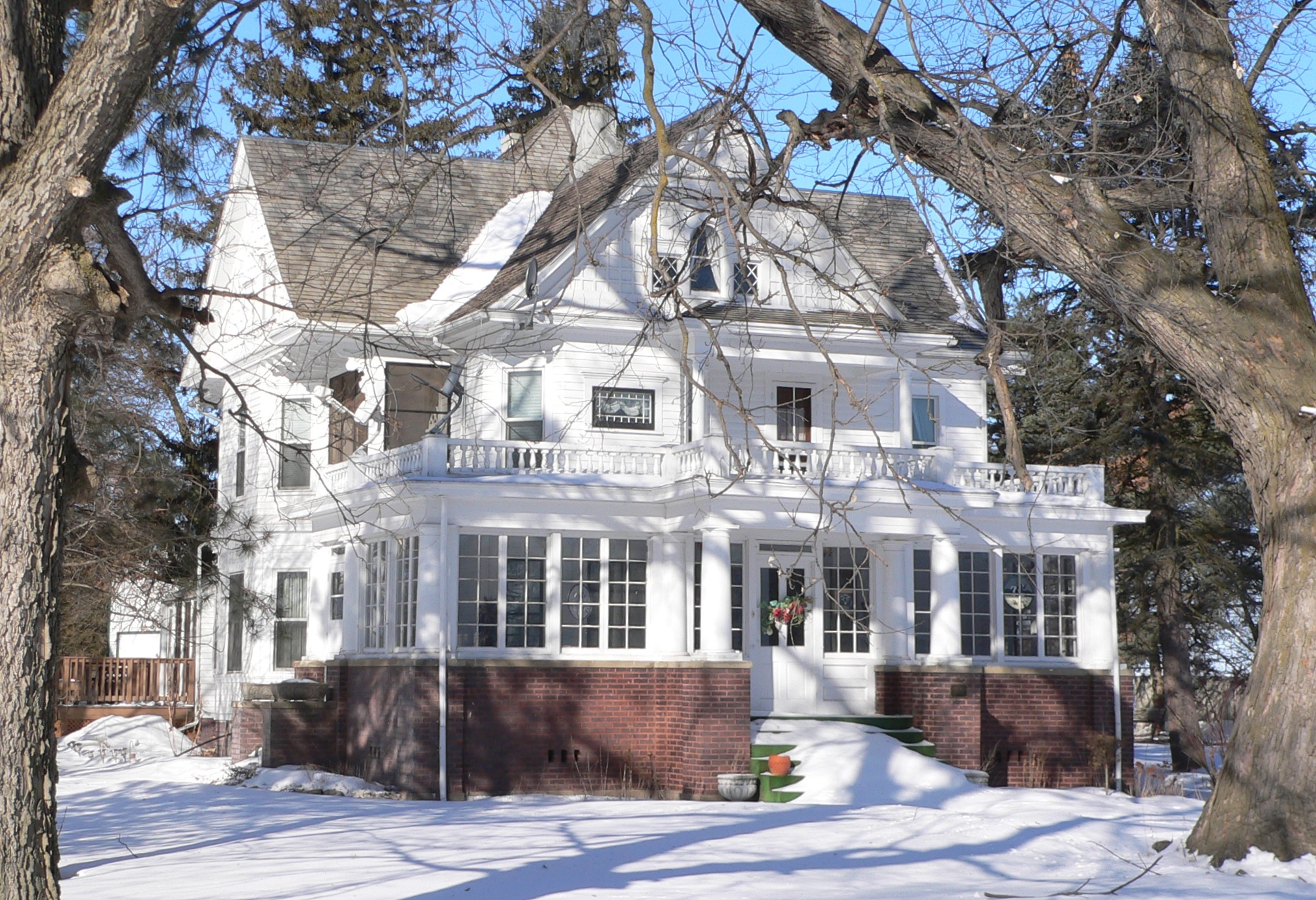
John Wesley and Grace Shafer Warrick House, gelistet im NRHP

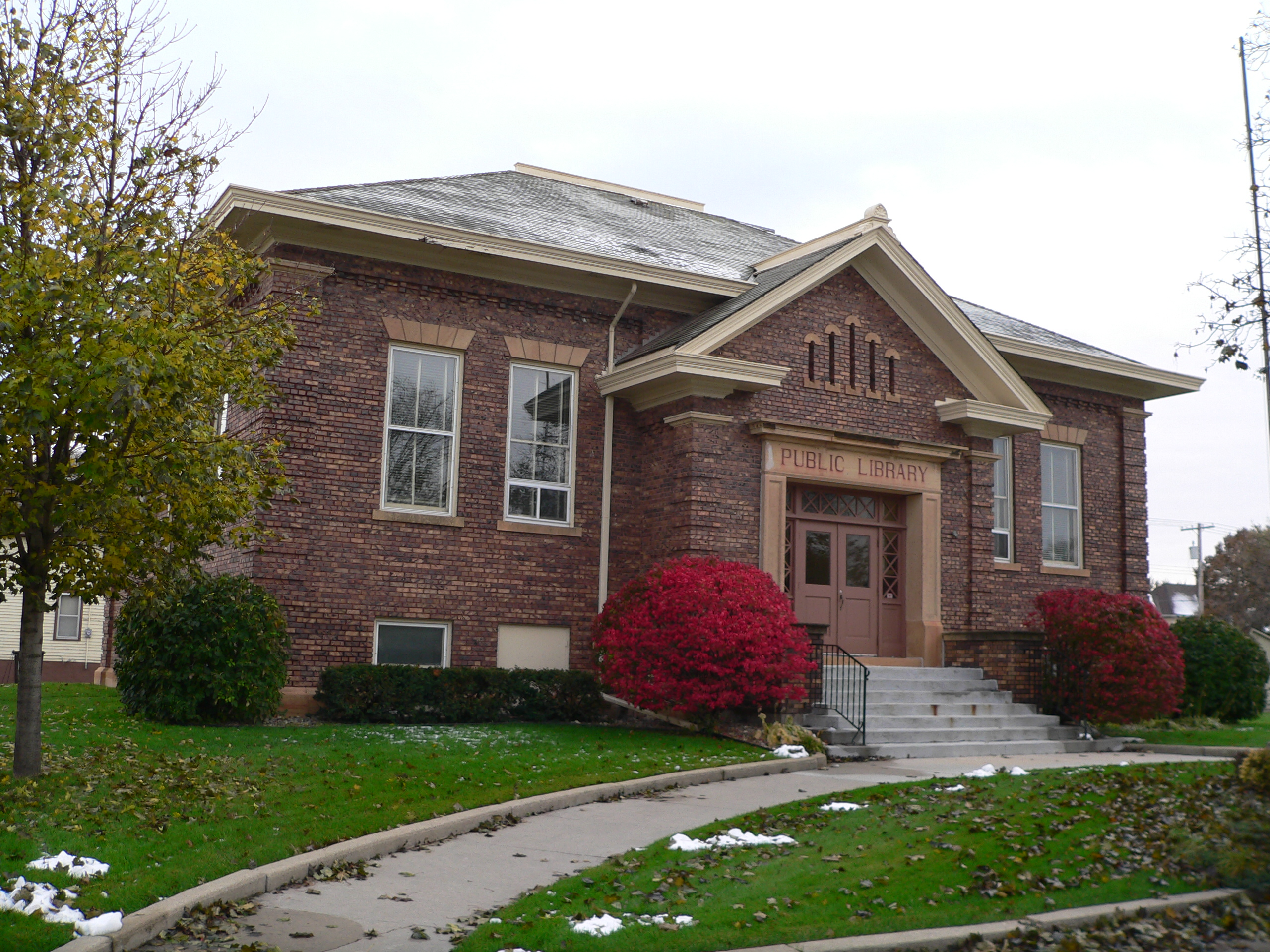
Norfolk Carnegie Library, gelistet im NRHP

Nach der Volkszählung im Jahr 2000 lebten im Madison County 35.226 Menschen in 13.436 Haushalten und 8.894 Familien. Die Bevölkerungsdichte betrug 24 Einwohner pro Quadratkilometer. Ethnisch betrachtet setzte sich die Bevölkerung zusammen aus 91,35 Prozent Weißen, 0,94 Prozent Afroamerikanern, 1,19 Prozent amerikanischen Ureinwohnern, 0,40 Prozent Asiaten, 0,03 Prozent Bewohnern aus dem pazifischen Inselraum und 5,06 Prozent aus anderen ethnischen Gruppen; 1,03 Prozent stammten von zwei oder mehr Ethnien ab. 8,64 Prozent der Bevölkerung waren spanischer oder lateinamerikanischer Abstammung.
Von den 13.436 Haushalten hatten 33,2 Prozent Kinder und Jugendliche unter 18 Jahre, die bei ihnen lebten. 54,7 Prozent waren verheiratete, zusammenlebende Paare, 8,4 Prozent waren allein erziehende Mütter, 33,8 Prozent waren keine Familien, 27,9 Prozent waren Singlehaushalte und in 12,4 Prozent lebten Menschen im Alter von 65 Jahren oder darüber. Die Durchschnittshaushaltsgröße betrug 2,52 und die durchschnittliche Familiengröße lag bei 3,12 Personen.
Auf das gesamte County bezogen setzte sich die Bevölkerung zusammen aus 26,8 Prozent Einwohnern unter 18 Jahren, 11,6 Prozent zwischen 18 und 24 Jahren, 27,1 Prozent zwischen 25 und 44 Jahren, 20,1 Prozent zwischen 45 und 64 Jahren und 14,4 Prozent waren 65 Jahre alt oder darüber. Das Durchschnittsalter betrug 35 Jahre. Auf 100 weibliche Personen kamen 98,5 männliche Personen. Auf 100 Frauen im Alter von 18 Jahren oder darüber kamen statistisch 94,8 Männer.
Das jährliche Durchschnittseinkommen eines Haushalts betrug 35.807 USD, das Durchschnittseinkommen der Familien betrug 45.073 USD. Männer hatten ein Durchschnittseinkommen von 30.631 USD, Frauen 21.343 USD. Das Prokopfeinkommen betrug 16.804 USD. 7,5 Prozent der Familien und 11,2 Prozent der Bevölkerung lebten unterhalb der Armutsgrenze. Davon waren 13,0 Prozent Kinder oder Jugendliche unter 18 Jahre und 11,5 Prozent waren Menschen über 65 Jahre.

## Orte im County
| - Battle Creek - Emerick - Enola | - Madison - Meadow Grove - Newman Grove | - Norfolk - Tilden - Warnerville |